# Pillsburiaster geographicus
Pillsburiaster geographicus är en sjöstjärneart som beskrevs av Halpern 1970. Pillsburiaster geographicus ingår i släktet Pillsburiaster och familjen ledsjöstjärnor. Inga underarter finns listade i Catalogue of Life.